# Wolschwiller
Wolschwiller – miejscowość i gmina we Francji, w regionie Grand Est, w departamencie Górny Ren.
Według danych na rok 1990 gminę zamieszkiwało 430 osób, a gęstość zaludnienia wynosiła 42 osób/km² (wśród 903 gmin Alzacji Wolschwiller plasuje się na 512. miejscu pod względem liczby ludności, natomiast pod względem powierzchni na miejscu 241.).